# Вси солунски светии (Солун)
„Вси солунски светии“ (на гръцки: Αγίων Πάντων εν Θεσσαλονίκη) е църква в македонския град Солун, част от Солунската епархия на Вселенската патриаршия, под управлението на Църквата на Гърция. Църквата е разположена в квартала Харилау, в двора на Висшата духовна академия в Солун, на улица „Николаос Пластирас“ № 65.
Църквата е част от енория „Свети Николай и Свети Димитър“. Основният камък е положен в 1994 година от митрополит Пантелеймон II Солунски. Открита е тържествено в 2005 година от митрополит Антим Солунски. В архитектурно отношение църквата е кръстовидна базилика с купол. Проектирана е от архитект Константинос Хадзикостас.